# Coupe de la cité d'Enna

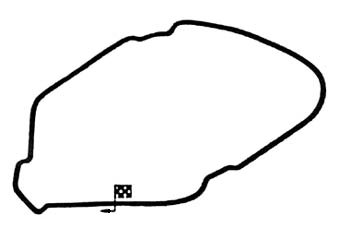
Le Circuit d'Enna-Pergusa (de longueur 4.95 kilomètres).

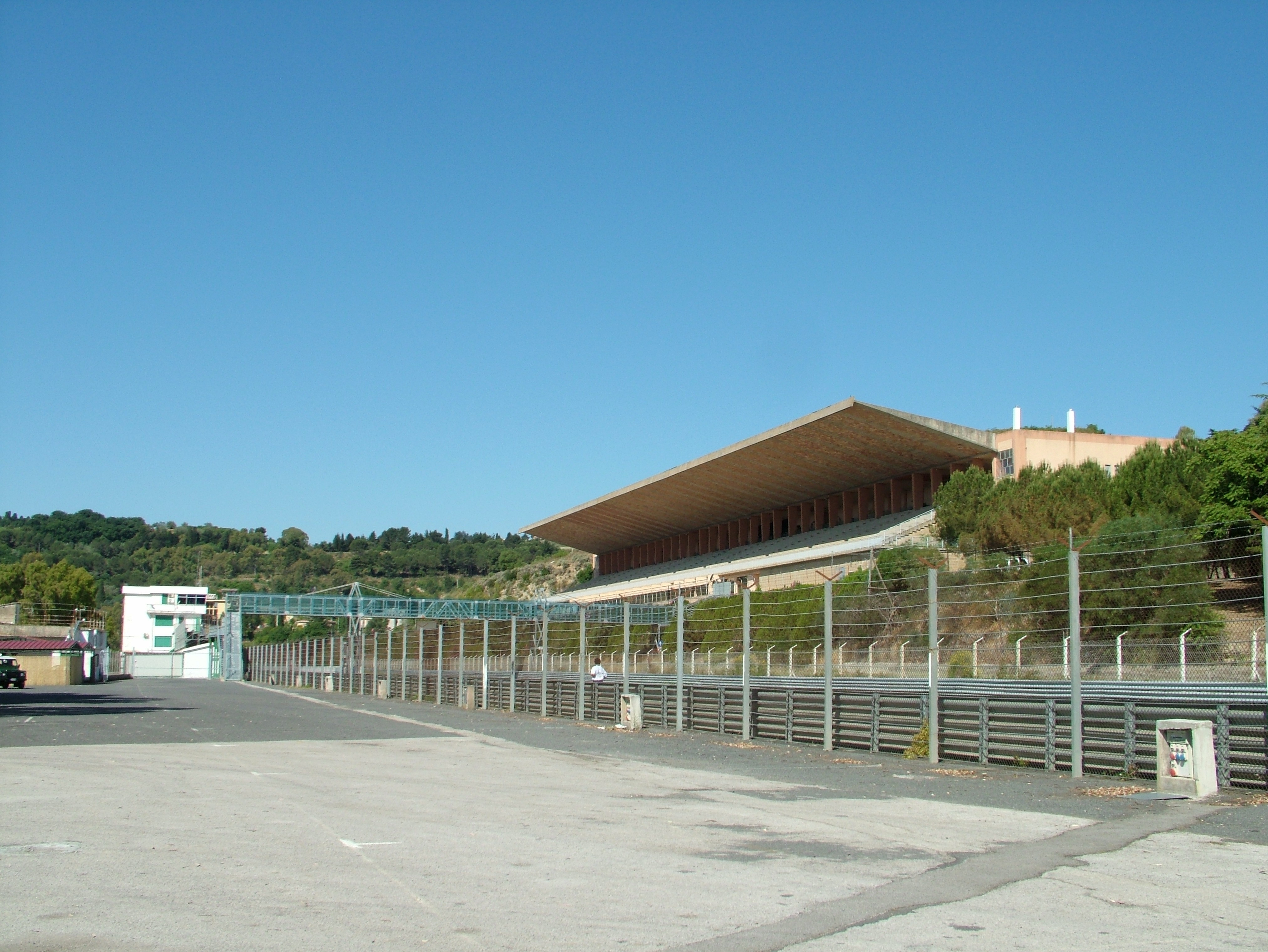
Vue du circuit.

La Coupe de la cité d'Enna (ou Coppa Cittá di Enna) était une compétition automobile organisée en Italie sur le Circuit d'Enna-Pergusa pour des voitures de sport, entre 1962 et 1974.
Durant cette période elle a intégré le Championnat du monde des voitures de sport à 6 reprises consécutives de 1962 à 1967, puis le Championnat d'Europe des voitures de sport à 4 autres entre 1970 et 1974, avant de retourner dans le championnat mondial SportsCars sous l'ancienne appellation de Coppa Florio à 7 nouvelles reprises entre 1975 et 1981 (dont trois -celles de 1975, 1979 et 1981- en format long de 1 000 kilomètres puis de 6 Heures - les 6 Heures de Pergusa).

## Palmarès
| Année                     | Vainqueur(s)                         | Équipe                         | Voiture                | Distance/Duré       | appellation                  | Championnat                                           |
| ------------------------- | ------------------------------------ | ------------------------------ | ---------------------- | ------------------- | ---------------------------- | ----------------------------------------------------- |
| 1950                      | Gino Valenzano                       | -                              | Abarth 1100            | 264 kilomètres      | Gran Premio di Pergusa       | -                                                     |
| 1951                      | Franco Cortese                       | -                              | Frazer Nash            | 425 kilomètres      | Gran Premio di Pergusa       | -                                                     |
| 1952                      | Luigi Bordonaro                      | -                              | Ferrari 212 Export     | 264 kilomètres      | Gran Premio di Pergusa       | -                                                     |
| 1953                      | Franco Bordoni                       | -                              | Gordini T15S 2.3       | 264 kilomètres      | Gran Premio di Pergusa       | -                                                     |
| 1954                      | Franco Bordoni                       | Franco Bordoni                 | Gordini T24S 3.0       | 264 kilomètres      | Gran Premio di Pergusa       | -                                                     |
| 1955                      | Franco Bordoni                       | -                              | Maserati A6 GCS        | 264 kilomètres      | Gran Premio di Pergusa       | -                                                     |
| 1956 et 1957: Non disputé |                                      |                                |                        |                     |                              |                                                       |
| 1958                      | Giulio Cabianca                      | -                              | Osca S1500             | 1 Heure             | Gran Premio di Pergusa       | -                                                     |
| 1959                      | Nino Vaccarella                      | -                              | Maserati 200SI         | 1 Heure             | Gran Premio di Pergusa       | -                                                     |
| 1960: Non disputé         |                                      |                                |                        |                     |                              |                                                       |
| 1961                      | Mennato Boffa                        | -                              | Maserati Tipo 60       | 1 Heure             | Gran Premio di Pergusa       | -                                                     |
| 1962                      | "Pam" Giancarlo Scotti               | Abarth                         | Fiat Abarth 1000       | 312 kilomètres      | Coppa Cittá di Enna          | Championnat du monde des voitures de sport            |
| 1963                      | "Tiger"                              | -                              | Fiat Abarth 1000       | 312 kilomètres      | Coppa Cittá di Enna          | Championnat du monde des voitures de sport            |
| 1964                      | Hans Herrmann                        | Abarth                         | Abarth-Simca 2000 GT   | 312 kilomètres      | Coppa Cittá di Enna          | Championnat du monde des voitures de sport            |
| 1965                      | Mario Casoni                         | Abarth                         | Ferrari 250 LM         | 500 kilomètres      | Coppa Cittá di Enna          | Championnat du monde des voitures de sport            |
| 1966                      | "Pam"                                | Scuderia Brescia               | Ferrari Dino 206 S     | 336 kilomètres      | Coppa Cittá di Enna          | Championnat du monde des voitures de sport            |
| 1967                      | Nino Vaccarella                      | Scuderia Brescia Corse         | Ford GT40              | 300 kilomètres      | Coppa Cittá di Enna          | Championnat du monde des voitures de sport            |
| 1968                      | Jo Siffert                           |                                | Porsche 910            | 240 kilomètres      | Coppa Cittá di Enna          | -                                                     |
| 1969                      | Nino Vaccarella                      | Autodelta                      | Alfa Romeo T33/3 Coupé | 240 kilomètres      | Coppa Cittá di Enna          | -                                                     |
| 1970                      | Jo Bonnier                           | Jo Bonnier                     | Lola T210-Ford         | 240 kilomètres      | Coppa Cittá di Enna          | Championnat d'Europe 2-Litre                          |
| 1971: Non disputée        |                                      |                                |                        |                     |                              |                                                       |
| 1972                      | Arturo Merzario                      | Scuderia Brescia Corse         | Abarth Osella SE-021   | 368 kilomètres      | Coppa Cittá di Enna          | Championnat d'Europe 2-Litre                          |
| 1973                      | Vittorio Brambilla                   | Abarth Corse                   | Abarth-Osella PA1      | 368 kilomètres      | Coppa Cittá di Enna          | Championnat d'Europe 2-Litre                          |
| 1974                      | Gérard Larrousse                     | Équipe Switzerland Archambeaud | Alpine A441-Renault    | 290 kilomètres      | Coppa Cittá di Enna          | Championnat d'Europe 2-Litre                          |
| 1975                      | Arturo Merzario Jochen Mass          | Willi Kauhsen Racing Team      | Alfa Romeo T33/TT/12   | 1 000 kilomètres    | Coppa Florio                 | Championnat du monde des voitures de sport            |
| 1976                      | Jochen Mass Rolf Stommelen           | Martini Racing                 | Porsche 936            | 500 kilomètres      | Coppa Florio                 | Championnat du monde des voitures de sport (Groupe 6) |
| 1977                      | Arturo Merzario                      | Autodelta SpA                  | Alfa Romeo T33/SC/12   | 500 kilomètres      | Coppa Florio                 | Championnat du monde des voitures de sport (Groupe 6) |
| 1978                      | "Gimax" Giorgio Francia              |                                | Osella PA6-BMW         | 1 Heure 20 minutes  | Coppa Florio                 | Championnat d'Europe des voitures de sport            |
| 1979                      | Lella Lombardi Enrico Grimaldi       | Scuderia Torino Corse          | Osella PA7-BMW         | 6 Heures            | Coppa Florio                 | Championnat du monde des voitures de sport            |
| 1980                      | "Amphicar"                           |                                | Osella PA7             | 30 minutes          | Coppa Florio                 | Championnat d'Italie Groupe 6                         |
| 1981                      | Emilio de Villota Guy Edwards        | Grid Team Lola                 | Lola T600-Ford         | 6 Heures            | Coppa Florio                 | Championnat du monde des voitures de sport            |
| 1982 à 1998: Non disputée |                                      |                                |                        |                     |                              |                                                       |
| 1999                      | Emanuele Moncini Christian Pescatori | BMS Scuderia Italia            | Ferrari 333 SP         | 2 Heures 30 minutes | 2 Ore e 30 minuti di Pergusa | Championnat FIA des voitures de sport                 |